# جان لي لاثام
جان لي لاثام (بالإنجليزية: Jean Lee Latham) هي كاتبة للأطفال وكاتِبة أمريكية، ولدت في 19 أبريل 1902، وتوفيت في 13 يونيو 1995.

## وصلات خارجية
- جان لي لاثام على موقع IMDb (الإنجليزية)
- جان لي لاثام على موقع ديسكوغز (الإنجليزية)